# Keld Sengeløv
Keld Sengeløv (født 19. februar 1953 på Frederiksberg, død 3. september 2006 i Skotland) var en dansk erhvervsleder.
Keld Sengeløv blev cand.merc. i 1978 og samme år ansat som direktionssekretær i NKT Metaller. Fra 1982 var han administrerende direktør for Fr. Raschs's Eftf. A/S, et datterselskab i NKT-koncernen. I 1985 blev han udnævnt til vicedirektør i NKT A/S, og fra 1986 til 1994 var han medlem af koncerndirektionen i NKT Holding A/S.
Fra 1997 til 2002 var han viceadministrerende direktør i DSB, og fra 2002 til sin død i 2006 administrerende direktør samme sted.
Han er begravet på Sorgenfri Kirkegård.